# Camptoloma quimeiae
Camptoloma quimeiae is een vlinder uit de familie van de Uilen (Noctuidae). De wetenschappelijke naam van de soort is voor het eerst geldig gepubliceerd in 2010 door Büchsbaum & Chen.
De vlinder heeft een spanwijdte van 31 tot 36 millimeter. Lijf en vleugels zijn citroengeel, over de voorvleugel lopen drie min of meer evenwijdige zwarte dwarslijnen vanaf de costa (voorrand), en een dunner zwart lijntje vanaf de vleugelbasis. Tussen de twee binnenste dwarslijnen bevindt zich een zwarte stip. De achterrand van de vleugel is rood, met een rode uitloper naar het midden van de vleugel.
De soort komt voor op Taiwan.